# Görbekürt

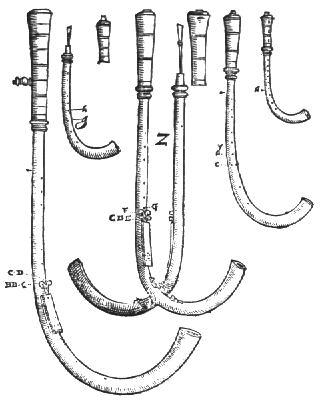
Görbekürtök Michael Praetorius Syntagma musicum című művéből (1619)

A görbekürt vagy krummhorn (crumhorn, cromorne, tournebout, Krumphorn, cromorna) a reneszánsz korában népszerű fából készült fúvós hangszer. A nádnyelves hangszerek családjába tartozik, szélsapka alatt elhelyezett kettős nádsíppal szólaltatható meg, ami azt jelenti, hogy a játékos ajkaival közvetlenül nem érinti a nádfúvókát, hanem egy nyíláson keresztül levegőt fúj egy kamrába, amiben a nádsíp van. A hangszer furata hengeres, a vége felé kampósan meghajlított csőszakasz enyhén tölcsérszerűen táguló.
A görbekürt felhangdús, berregő, zizegő hangot ad, ami a szűk furat következtében sötét tónusú, visszafogott, kiegyenlített. Hat-nyolc felső hanglyuka és egy hüvelyklyuka révén elérhető hangterjedelme alig több, mint egy oktáv. A szélsapkás fúvóka és a hengeres furat miatt az oktávátfúvás nem lehetséges.
A görbekürt hangszercsalád tagjai, hangterjedelmük (Michael Praetorius, Syntagma Musicum szerint):
- kisdiszkant: c' – d"
- diszkant: g – a'
- alt-tenor: c – d'
- basszus: F – g
- nagybasszus: C – d

A 15. század folyamán jelent meg Európában, először Itáliában. Őse egy középkori, állati szarvban végződő hengeres furatú nádnyelves hangszer lehetett, ennek emlékét őrzi kampószerűen végződő formája. Ezt gyakran úgy állították elő, hogy a kifúrt egyenes facsövet homokkal töltötték meg, majd a végét gőzölve meghajlították. Elsősorban német területen, a 16. – 17. században volt népszerű, a különböző hangterjedelmű hangszerek konzortot alkottak. A barokk ízlésvilágának már nem felelt meg, a 17. század közepétől fokozatosan kiszorult a zenekarokból.